# Flipper (TV-serie, 1964)
Flipper är en amerikansk äventyrs-TV-serie som handlar om delfinen Flipper (ett öresvin), samt parkväktaren Ranger Porter Ricks och hans två söner Sandy 15 år och Bud 10 år. Serien utspelar sig på Miami Seaquarium i Florida.

## Historik
Flipper spelades in i 88 avsnitt med 3 säsonger. Den sändes ursprungligen i NBC under perioden 19 september 1964–15 april 1967 med säsong mellan 19 september 1964-10 april 1962, säsong 2 mellan 18 september 1965-16 april 1966 och säsong 3 mellan 17 september 1966-15 april 1967. Bland skådespelarna fanns även svenska Ulla Strömstedt.
Serien bygger på filmen Flipper med premiär 14 augusti 1963 och svensk premiär 11 maj 1964.

## Visning i Sverige
Serien har visats i svensk TV fyra gånger: första gången i svartvitt med premiär 28 september kl 18:30 1967 på SVT1, därefter i färg på TV3 1989, TV4 1992, och sista gången den 9 januari 1995.
1995 sändes en ny omgång The New Adventures of Flipper på tv. 

## DVD utgivning
Säsong 1 och 2 har givits ut på DVD i region 1.